# Turów (gmina)
Turów – dawna gmina wiejska funkcjonująca pod zwierzchnictwem polskim w latach 1919–1920 na obszarze tzw. administracyjnego okręgu brzeskiego. Siedzibą władz gminy był Turów, stanowiący od 14 sierpnia 1919 odrębną gminę miejską.
Początkowo gmina należała do powiatu mozyrskiego w guberni mińskiej. 6 listopada 1919 gmina wraz z powiatem mozyrskim została włączona do administrowanego przez Zarząd Cywilny Ziem Wschodnich okręgu brzeskiego; była to najludniejsza gmina powiatu. Po wytyczeniu granicy wschodniej gmina znalazła się poza terytorium II Rzeczypospolitej.